# Coulter Heights
Die Coulter Heights sind verschneite Höhen im westantarktischen Marie-Byrd-Land. Sie liegen nahe der Ruppert-Küste zwischen dem Strauss-Gletscher und dem Frostman-Gletscher. Zu den als Felsvorsprünge sichtbaren Formationen der Höhen gehören die Kuberry Rocks, der Matikonis Peak und der Lambert-Nunatak.
Der United States Geological Survey kartierte sie anhand eigener Vermessungen und mithilfe von Luftaufnahmen der United States Navy zwischen 1959 und 1965. Das Advisory Committee on Antarctic Names benannte sie 1975 nach Neil M. Coulter, Meteorologe auf der Byrd-Station im Jahr 1963.